# Ruggero Alfredo Micheli
Ruggero Alfredo Micheli (Volterra, 14 novembre 1847 – Roma, 20 febbraio 1919) è stato un generale e ingegnere italiano, appartenente al corpo del genio navale della Regia Marina, progettista delle navi da battaglia della classe Regina Margherita realizzate in due esemplari tra il 1898 e il 1905.

## Biografia

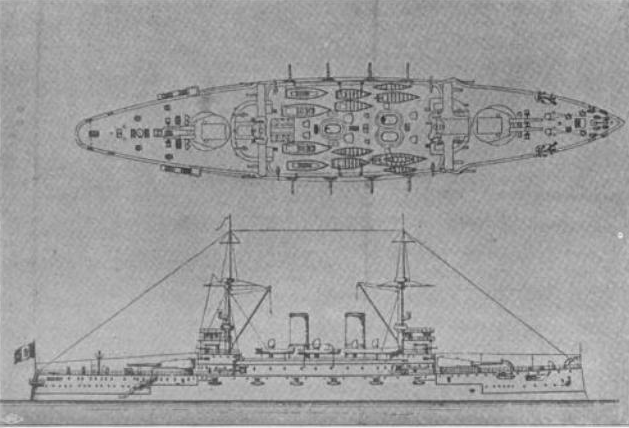
I disegni costruttivi della nave da battaglia Benedetto Brin.

Nacque a Volterra il 14 novembre 1847, figlio del tenente generale del genio navale Giuseppe. Nel 1865 divenne allievo del Corpo del genio navale, e dopo aver frequentato la Scuola di applicazione di Castellammare di Stabia, nel 1869 fu nominato sottoingegnere di 3ª classe.  Divenuto sottoingegnere di 2ª classe nel 1871, fu insegnante di costruzione navale agli allievi del corso complementare di Castellammare di Stabia.  Promosso sottoingegnere di 1ª classe nel 1877, due anni dopo fu inviato presso i cantieri navali Forges e Chantiers di Grensot al fine di sorvegliare la costruzione e la consegna di materiale ordinato dalla Regia Marina.  Nominato ingegnere capo di 2ª classe nel 1880, rimase in Francia sino al 1882.  Nominato ingegnere capo di 1ª classe, tra il 1884 e il 1891 ricoprì l'incarico di direttore delle costruzioni navali del cantiere navale di Castellammare di Stabia.  Assunto poi l'incarico di direttore dell'ufficio tecnico della marina a Genova mantenne tale incarico, anche dopo essere stato promosso direttore del Corpo del genio navale, fino al 1893.  Nel 1894 divenne membro del Comitato dei disegni delle navi, e poi direttore delle costruzioni navali presso l'arsenale della Spezia, venendo successivamente trasferito a Roma. Nel 1896 fu promosso Ispettore del Corpo del genio navale, operando attivamente come progettista di nuove unità sino al 1903 quando fu posto in posizione ausiliaria a domanda. In quel periodo fu progettista della navi da battaglia della classe Regina Margherita realizzate in due esemplari tra il 1898 e il 1905. Promosso maggior generale nella riserva nel 1904, divenne tenente generale nel 1906. Tra il 1901 e il 1904 fu deputato al Parlamento del Regno d'Italia. Si spense a Roma il 20 febbraio 1919.

## Onorificenze